# Velyusza
Velyusza (macedónul: Вељуса) település Észak-Macedóniában, a Délkeleti körzetben, a Sztrumicai járásban.

## Népesség
- 2002-ben 1552 lakosa volt, akik közül 1548 macedón és 4 szerb.